# Aguas Zarcas
Aguas Zarcas es el cuarto distrito del cantón de San Carlos, en la provincia de Alajuela, de Costa Rica.
En el distrito se ubica el campo volcánico de Aguas Zarcas, y se encuentra rodeado por los volcanes Platanar, Porvenir, y Viejo, todos en el Parque nacional Juan Castro Blanco. En 2019 un bólido cayó en el distrito.

## Toponimia
El nombre de Aguas Zarcas, (aguas de color turquesa) proviene de las aguas termales de manantial. El color turquesa es debido a la cantidad de azufre que contiene el río Aguas Zarcas.

## Historia
Desde 1800, alemanes, italianos y españoles conformaron los ancestros de Aguas Zarcas, los mismos que fundaron la colonia española. Sus colonizadores se encargaron de realizar picadas en la montaña para facilitarles la llegada a los habitantes que venían desde Villa Quesada buscando un lugar donde vivir.

1893 13/09  Ingresaron A Aguas Zarcas, Dos Familias Alemanas y un Italiano,nuevos vecinos ya se habían sido afincados en otros Caseríos del Distrito en Aguas Zarcas, el cual fue fundado en el año 1882, según se registran las familias  1- Ernesto Henry  2- Marta Gertrudis Deskonsky quien fue la primera telegrafista  luego el siguiente fue Francisco arce, 3- Santiago Mena  4- Víctor Manuel Camacho Cabezas, 5-Pantaleon Camacho Cabezas 5- José Antonio (Giussepe Antonio) Baldi Gotta 6- Ezequiel Ugalde 7- Eloy Gonzalez y otras más que se van dirigiendo hacia: Los Caños, Tres Amigos, Cooper, Bijagual.
1895 Ya había 81 Propietarios en Aguas Zarcas, 7 familias Residentes que vivían en 18 ranchos y cultivaban 68 manzanas de terrenos.

## Ubicación
Está ubicado en la región septentrional del país. Limita con los distritos de Cutris al norte, La Palmera al oeste, Pital y Venecia al este. Mientras que al sur colinda con el cantón de Sarchí.
Su cabecera, la ciudad de Aguas Zarcas, está situada a 16,6 km al noreste de Quesada, y 88,4 km al noroeste de San José, la capital de la nación.

## Geografía
Aguas Zarcas cuenta con un área de 185,7 km² y una altitud media de 489 m s. n. m.
Rodeando el área urbana de Aguas Zarcas, se encuentran un cerro y ocho lomas que son los remanentes de los conos volcánicos del campo volcánico de Aguas Zarcas.
Es el octavo distrito del cantón por superficie.
Tiene una variación de altitud de entre 100 a 2100 m s. n. m. Esta gran variación de altitud, se debe a que en el sur del distrito se encuentran las estribaciones montañosas de la Cordillera Volcánica Central donde se encuentra el hermoso Parque nacional Juan Castro Blanco con seis volcanes inactivos y con una gran riqueza biológica y muy visitado por famosos científicos para el estudio de su flora y su fauna únicas en Costa Rica, mientras que, en dirección norte, el territorio presenta un pronunciado descenso hacia las llanuras de San Carlos.
Dentro de los límites del distrito hay aguas termales que son la mayor atracción turística natural de los alrededores (comparte los yacimientos con el vecino distrito de La Palmera). Estas fuentes de agua mineral climatizada, no están relacionadas con el vulcanismo, sino con la profundidad de donde provienen las aguas, a lo largo de fallas tectónicas.

### Meteorito de Aguas Zarcas
En la noche del martes 23 de abril de 2019, a las 21:09 hora local, se observó un bólido en el cielo de Costa Rica, que surcó en una dirección aproximada sureste-noroeste. 
El fragmento principal al que los especialistas de la UCR tuvieron acceso, tiene un peso de 1071 gramos y fue analizado en la casa de habitación donde cayó. Muchos otros fragmentos menores han aparecido, pero se desconoce el total de la masa recuperada por los pobladores.

## Demografía
Para el año 2022, Aguas Zarcas cuenta con una población estimada de 26 564 habitantes, y para el último censo efectuado, en 2011, Aguas Zarcas contaba con una población de 20 239 habitantes.

## Localidades
- Barrios: Latino, Manantial, Montecristo, Nazareth, San Bosco, San Gerardo, Viento Fresco, Vistas de la Llanura.
- Poblados: Altamira, Alto Jiménez (Montecristo), Bijagual, Boca los Chiles, Cantarrana (Santa Fe), Coopesanjuan, Caño Negro, Cerrito, Cerro Cortés, Concepción, Chiles, Danta, Delicias, Faroles, Gloria, Guabo, Llanos de Altamirita, Pitalito Norte (Esquipulas), Pitalito, San José, Valle Hermoso, Vasconia, Vuelta de Kooper.

## Cultura

### Actividades culturales
En cuanto a celebraciones, todos los años se realiza un tope (desfile de jinetes en coloridos caballos) que suele anteceder el inicio de las fiestas populares, en las que hay bailes, juegos mecánicos y corridas de toros.

### Arquitectura
Como testimonio de la cultura antigua se encuentra la iglesia católica de estilo de construcción colonial. Aunque los terremotos han destruido gran parte de la arquitectura original española; este hermoso templo aún se mantiene y constituye una de las construcciones más representativas. Se alza en la plaza central, dominando el paisaje y siendo observable desde muchos puntos de la localidad.

### Educación
El distrito es sede de uno de los Centros Cívicos por la Paz. Lugares creados por y para la comunidad especialmente para niños, niñas, adolescentes y jóvenes hasta los dieciocho años. Éste centro constituye un espacio físico en el que se fomenta la prevención de la violencia, la convivencia ciudadana y la creación de oportunidades de desarrollo para las personas a través de la educación, la tecnología, el arte, el deporte y la recreación.

### Grupos artísticos
El distrito destaca por sus grupos artísticos, tanto a nivel regional como nacional. Entre estos grupos destaca la Estudiantina del Colegio Técnico Profesional de Aguas Zarcas, grupo con más de cuarenta años de trayectoria que fue declarado como Patrimonio Cultural de San Carlos en el año 2000. También destaca el Grupo Folklórico Flor de Caña, agrupación de baile típico que es reconocida en la zona por su representación nacional e internacional en diversos festivales folklóricos.

## Economía
La avicultura tiene una presencia importante, con granjas para la crianza de pollos distribuidas por el distrito. 
En el caso de los cultivos de yuca y piña (junto con la producción de cítricos procedente de otros distritos) están más enfocados a la exportación y constituyen la base de la agroindustria local, representada por plantas procesadoras y empacadoras de frutas tropicales y tubérculos.  
En el centro de Aguas Zarcas se cuenta con servicios de salud, educativos, financieros, legales y hospedaje. Se ofrecen también servicios de entretenimiento con canchas sintéticas, gimnasios, piscinas y locales de ambiente nocturno.
En cuanto al comercio, destaca la venta de alimentos, calzado, ropa y artículos para el hogar.

## Transporte

### Carreteras
Al distrito lo atraviesan las siguientes rutas nacionales de carretera:
- Ruta nacional 4
- Ruta nacional 140
- Ruta nacional 250
- Ruta nacional 747
- Ruta nacional 749
- Ruta nacional 750
- Ruta nacional 751